# 伊恩·汉密尔顿
伊恩·汉密尔顿（Ian Standish Monteith Hamilton，1853年1月16日—1947年10月12日）GCB GCMG DSO Territorial Decoration，英国陆军上将，生平最显着的一场战役就是在加里波利之战负责指挥役命运多舛的地中海远征队。

## 传记
汉密尔顿是一个语言天才，除了英语外还能说德语、法语和印度语，是个迷人、典雅和亲切的典型英国上层社会精英。他两次獲荐维多利亚十字勋章，但在第一次被认为太年轻，而第二次则是军阶太高。他因在第一次布尔战争受重伤使其左手手腕几乎残废。他的左腿比右腿短是在一次从马上堕下而导致的伤害。
他也写过几本书籍，其中有一本诗集被他人描述为淫秽读物。在他的日记对于加里波利之战介绍写作时，他有说过：“这没有什么，只是其中一方一定不会赢得这场战争。”
1934年汉密尔顿曾经参加拍摄战争纪录片——被遗忘的男人（Forgotten Men)。这时他已经是83岁的高龄了。

## 军事生涯
汉密尔顿在1870年入读桑赫斯特皇家军事学院，在学院的第一年就成功通过考试录取。 1871年，他驻扎在印度的戈登高地参加了阿富汗战争的一部分。
在第一次布尔战争的战斗中他不幸受伤后被俘。但是在他回到英格兰养伤时，當地却將他视为英雄，并介绍给维多利亚女王。 1882年他奉命出任尼罗河探险队长，参加了1884-1885的冒险，获颁“Khedive's star”勋章。1886年至1887年，他在缅甸成为名誉中校。1890至1893年在孟加拉成为上校并获颁傑出服务勋章，1897-1898出任第三旅旅长。 
在第二次布尔战争中，汉密尔顿从布隆方丹和比勒陀利亚，在这将近400英里的战场，参加了10场对垒布尔人的重要战役，他两次獲薦為维多利亚十字勋章授予對象。（当时认为這不恰当，因其军阶太高）。
后来汉密尔率领印度军团加入日本参加了日俄战争，他是第一个在日俄战争爆发后第一个抵达日本的西方人。后来汉密尔顿在1905年和1910年之间赴南方司令部服务。

## 加里波利之战

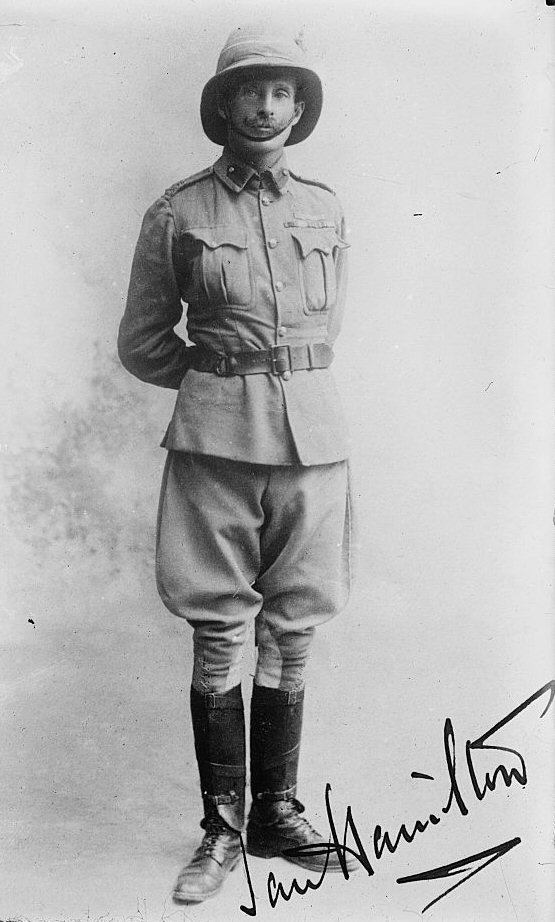
伊恩·汉密尔顿 (1910).

赫伯特·基奇纳任命汉密尔顿领导地中海盟军远征军占领土耳其的达达尼尔海峡及君士坦丁堡。当时汉密尔顿已经62岁了，由于当时协约国在埃及和希腊群岛仓促中集结了一支近八万人的远征军。但是这样的军队由于国籍，语言，信仰甚至种族都各自不一。而且汉密尔顿有很多的新战术想法是一些老军人（将军）无法接受的，加上缺乏敌方的情报及过于轻视对手，所以整个陆地战役从开始到结束都充满灾难性，是现代战争的经典反面教材。
根据计划，英军和澳新军团在同一天，分别从两个不同登陆点上岸，在掩护舰队实施炮火准备后，协约国部队同时展开登陆行动。但是由于澳新军团士兵缺乏训练，再加上对半岛地形一无所知，军事情报也严重不足。在遭到土耳其猛烈火力勉强登陆并建立了滩头阵地，但是军队根本无法把部队有效展开，完全没有得以防守的立足点。
5月开始土耳其军队大举反攻协约国。随着夏季的来临，半岛上的澳新军团士兵因气候不适导致非战斗减员持续增加。但协约国为了赢得此次行动的胜利，又调配了3个师的英军前往半岛。与此同时，土耳其军队也在集结，准备迎击协约国新一轮的进攻。
进入8月新一轮的登陆战，和5月的登陆战一样又开始陷入僵局。这时候汉密尔顿被召回并被解除了指挥权，察尔斯·门罗将军接替了他继续指挥这场没有希望的战争。
这场战争是伊恩·汉密尔顿一辈子的耻辱，在10月16日1915年回到伦敦，结束了他的军事生涯。

## 晚年生活
在退休后，汉密尔顿是在退伍军人组织的领袖人物。
汉密尔顿也是1928年创立的英德协会的一个创始成员和副主席，其促进了英国亲德情绪。汉密尔顿与该协会在希特勒崛起后，形容希特勒为“一个伟大的阿道夫·希特勒”并以希特勒仰慕者自居。
汉密尔顿一生完成83个各种不同工程，以8种语言出版过168本著作，目前有2988图书馆珍藏其作品。
汉密尔顿享年94岁。